# Snöfallen i Storbritannien och Irland i februari 2009

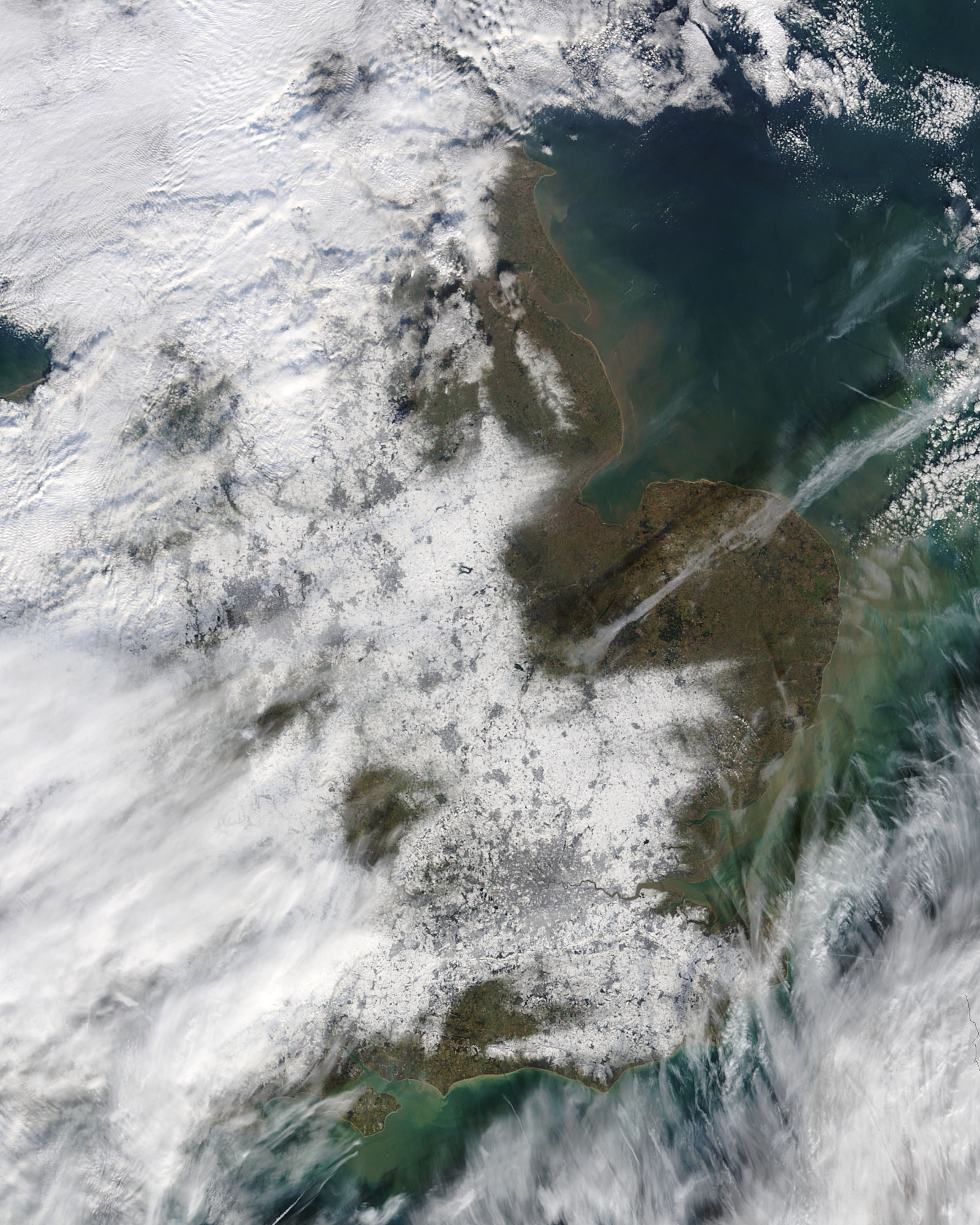
Satellitkarta

Snöfallen i Storbritannien och Irland i februari 2009 var en serie snöfall som började den 1 februari 2009. Vissa områden upplevde sina största snöfall på 18 år.
Snö föll över stora delar av Västeuropa.
Den 2 februari 2009 ställdes alla Londons bussar in, och i trafiken i Londons tunnelbana drabbades av flera förseningar.
Vädret ledde också till att flera idrottstävlingar sköts upp.

### Fotnoter
1. ↑  ”UK | Heavy snow hits much of Britain”. BBC News. 2 februari 2009. http://news.bbc.co.uk/2/hi/uk_news/7864395.stm. Läst 6 februari 2009.
2. ↑  ”Blanket of snow over much of Europe”. RTÉ. 2 februari 2009. http://www.rte.ie/news/2009/0202/europeweather.html. Läst 6 februari 2009.
3. ↑  ”BBC SPORT | Sporting schedule hit by weather”. BBC News. 3 februari 2009. http://news.bbc.co.uk/sport2/hi/front_page/7865171.stm. Läst 6 februari 2009.